# 564

564(오백육십사)는 563보다 크고 565보다 작은 자연수다.

## 수학
- 합성수로, 그 약수는 총 12개다. (1, 2, 3, 4, 6, 12, 47, 94, 141, 188, 282, 564)
  - 564의 진약수의 합은 780이므로, 564는 과잉수다.
- {\displaystyle 564=5^{2}+9^{2}+13^{2}+17^{2}}
  - 공차가 4인 네 자연수의 제곱합으로 나타낼 수 있는 수다. 이 성질을 지닌 앞의 수는 480, 다음 수는 656이다.
- {\displaystyle 95^{2}-1}은 564로 나누어떨어진다.

## 과학
- NGC 564: 고래자리 방향에 있는 타원은하.
- 564 두두(영어판): 소행성.

## 교통
- 주간고속도로 제564호선(영어판): 미국의 주간고속도로.
- 현도 제564호선

## 군사
- U-564(영어판, 독일어판): 제2차 세계 대전에 사용된 나치 독일의 군용 잠수함.

## 문화유산
- 대한민국의 보물 제564호: 창녕 영산 만년교

## 기타
- 연도: 564년, 기원전 564년
- ‘살해’를 뜻하는 일본어 단어 ‘코로시’, 일본의 경주마 골드 십의 별칭 ‘고루시’의 숫자 고로아와세.